# Tuomas Ollila
Pour les articles homonymes, voir Ollila.
Tuomas Ollila né le 25 avril 2000 à Helsinki en Finlande, est un footballeur international finlandais. Il joue au poste d'arrière gauche au Paris FC.

## Biographie

### En club
Né à Helsinki en Finlande, Tuomas Ollila débute en professionnel avec le Klubi-04, jouant son premier match le 3 février 2018 face au FC Honka II lors d'une rencontre de coupe de Finlande. Il entre en jeu et son équipe l'emporte par quatre buts à zéro.
En janvier 2019, Tuomas Ollila rejoint le KTP Kotka. Il joue son premier match pour ce club le 26 janvier 2019, à l'occasion d'une rencontre de coupe de Finlande contre l'AC Kajaani (en). Il est titularisé et son équipe l'emporte par quatre buts à un ce jour-là.
En janvier 2021, Tuomas Ollila rejoint le FC Ilves. Le transfert est annoncé le 2 décembre 2020 et il signe un contrat de deux ans.
En janvier 2023, il rejoint le HJK Helsinki. Il signe un contrat de deux ans soit jusqu'en décembre 2024, et le transfert est annoncé dès le mois d'octobre 2022,.
Le 29 janvier 2024, Tuomas Ollila rejoint le Paris FC. Il signe un contrat d'une durée de trois ans et demi. Il est le premier joueur originaire des pays nordiques à rejoindre le club.

### En sélection
Tuomas Ollila honore sa première sélection avec l'équipe de Finlande le 17 novembre 2022, face à la Macédoine du Nord. Il est titularisé, et les deux équipes se neutralisent (1-1 score final).

## Palmarès
Sous les couleurs du HJK Helsinki, il est champion de Finlande en 2023 et remporte la Coupe de la Ligue la même année.
Il est vice-champion de Ligue 2 en 2025 avec le Paris FC.